# Lista över fornlämningar i Växjö kommun (Asa)
Lista över fornlämningar i Växjö kommun (Asa) är en förteckning av ett urval av de fornlämningar som finns i Asa i Växjö kommun.
| Namn                                | Lämningstyp                      | Tillkomsttid | Historisk indelning | Plats | Läge                 | ID-nr          | Bild                                      |
| ----------------------------------- | -------------------------------- | ------------ | ------------------- | ----- | -------------------- | -------------- | ----------------------------------------- |
| Linnerör (Asa 1:1)                  | Röse                             |              | Asa, Småland        |       | 57.170005, 14.842655 | 10070000010001 | Ladda upp en bild av detta fornminne      |
| Käringaröret (Kättilsröre (Asa 5:1) | Röse                             |              | Asa, Småland        |       | 57.187444, 14.847451 | 10070000050001 | Ladda upp en bild av detta fornminne      |
| Asa 9:1                             | Röse                             |              | Asa, Småland        |       | 57.173024, 14.746558 | 10070000090001 | Ladda upp en bild av detta fornminne      |
| Asa 9:2                             | Stenkrets                        |              | Asa, Småland        |       | 57.172951, 14.746540 | 10070000090002 | Ladda upp en bild av detta fornminne      |
| Asa 10:1                            | Stensättning                     |              | Asa, Småland        |       | 57.177852, 14.747986 | 10070000100001 | Ladda upp en bild av detta fornminne      |
| Asa 11:1                            | Stenkammargrav                   |              | Asa, Småland        |       | 57.187907, 14.716410 | 10070000110001 | Ladda upp en bild av detta fornminne      |
| Asa 12:1                            | Stenkammargrav                   |              | Asa, Småland        |       | 57.186670, 14.716843 | 10070000120001 | Ladda upp en bild av detta fornminne      |
| Asa 13:1                            | Stenkammargrav                   |              | Asa, Småland        |       | 57.187426, 14.717245 | 10070000130001 | Ladda upp en bild av detta fornminne      |
| Asa 14:1                            | Röse                             |              | Asa, Småland        |       | 57.185812, 14.734865 | 10070000140001 | Ladda upp en bild av detta fornminne      |
| Asa 16:1                            | Röse                             |              | Asa, Småland        |       | 57.180021, 14.726759 | 10070000160001 | Ladda upp en bild av detta fornminne      |
| Asa 19:1                            | Röse                             |              | Asa, Småland        |       | 57.197384, 14.761915 | 10070000190001 | Ladda upp en bild av detta fornminne      |
| Asa 23:1                            | Stensättning                     |              | Asa, Småland        |       | 57.173001, 14.745146 | 10070000230001 | Ladda upp en bild av detta fornminne      |
| Asa 26:1                            | Röse                             |              | Asa, Småland        |       | 57.202172, 14.760721 | 10070000260001 | Ladda upp en bild av detta fornminne      |
| Asa 38:1                            | Stensättning                     |              | Asa, Småland        |       | 57.196979, 14.665177 | 10070000380001 | Ladda upp en bild av detta fornminne      |
| Asa 38:2                            | Stensättning                     |              | Asa, Småland        |       | 57.196918, 14.665187 | 10070000380002 | Ladda upp en bild av detta fornminne      |
| Asa 79:1                            | Stensättning                     |              | Asa, Småland        |       | 57.208600, 14.757529 | 10070000790001 | Ladda upp en bild av detta fornminne      |
| Asa 105:1                           | Hög                              |              | Asa, Småland        |       | 57.159665, 14.793695 | 10070001050001 | Ladda upp en bild av detta fornminne      |
| Asa 106:1                           | Grav markerad av sten/block      |              | Asa, Småland        |       | 57.162501, 14.794539 | 10070001060001 | Ladda upp en bild av detta fornminne      |
| Blothögen (Asa 107:1)               | Hög                              |              | Asa, Småland        |       | 57.165326, 14.790871 | 10070001070001 | Ladda upp en till bild av detta fornminne |
| Fyrhörnerör (Asa 108:1)             | Röse                             |              | Asa, Småland        |       | 57.138415, 14.836120 | 10070001080001 | Ladda upp en bild av detta fornminne      |
| Asa 110:1                           | Gravfält                         |              | Asa, Småland        |       | 57.165834, 14.781841 | 10070001100001 | Ladda upp en bild av detta fornminne      |
| Asa 110:2                           | Stensättning                     |              | Asa, Småland        |       | 57.165965, 14.783047 | 10070001100002 | Ladda upp en bild av detta fornminne      |
| Asa 111:1                           | Hög                              |              | Asa, Småland        |       | 57.166889, 14.783166 | 10070001110001 | Ladda upp en bild av detta fornminne      |
| Asa 111:2                           | Stensättning                     |              | Asa, Småland        |       | 57.167071, 14.782983 | 10070001110002 | Ladda upp en bild av detta fornminne      |
| Asa 115:1                           | Röse                             |              | Asa, Småland        |       | 57.176778, 14.784691 | 10070001150001 | Ladda upp en bild av detta fornminne      |
| Odens stall (Asa 117:1)             | Husgrund, förhistorisk/medeltida |              | Asa, Småland        |       | 57.181041, 14.777958 | 10070001170001 | Ladda upp en till bild av detta fornminne |
| Asa 122:1                           | Stensättning                     |              | Asa, Småland        |       | 57.167480, 14.782587 | 10070001220001 | Ladda upp en bild av detta fornminne      |
| Kronröret (Asa 125:1)               | Röse                             |              | Asa, Småland        |       | 57.191064, 14.772003 | 10070001250001 | Ladda upp en bild av detta fornminne      |
| Asa 131:1                           | Gravfält                         |              | Asa, Småland        |       | 57.156188, 14.780730 | 10070001310001 | Ladda upp en bild av detta fornminne      |
| Asa 131:2                           | Hög                              |              | Asa, Småland        |       | 57.156486, 14.780034 | 10070001310002 | Ladda upp en bild av detta fornminne      |
| Asa 132:1                           | Röse                             |              | Asa, Småland        |       | 57.180328, 14.775143 | 10070001320001 | Ladda upp en bild av detta fornminne      |
| Asa 135:1                           | Stensättning                     |              | Asa, Småland        |       | 57.186491, 14.770159 | 10070001350001 | Ladda upp en bild av detta fornminne      |
| Asa 143:1                           | Stensättning                     |              | Asa, Småland        |       | 57.185095, 14.714393 | 10070001430001 | Ladda upp en bild av detta fornminne      |
| Asa 145:1                           | Röse                             |              | Asa, Småland        |       | 57.187004, 14.720345 | 10070001450001 | Ladda upp en bild av detta fornminne      |
| Asa 181:1                           | Stensättning                     |              | Asa, Småland        |       | 57.144786, 14.786756 | 10070001810001 | Ladda upp en bild av detta fornminne      |
| Asa 184:1                           | Stensättning                     |              | Asa, Småland        |       | 57.173719, 14.746501 | 10070001840001 | Ladda upp en bild av detta fornminne      |
| Asa 189:1                           | Stensättning                     |              | Asa, Småland        |       | 57.162414, 14.795655 | 10070001890001 | Ladda upp en bild av detta fornminne      |